# Тупицы (Островский район)
Тупицы — деревня в Островском районе Псковской области. Входит в состав Воронцовской волости.
Расположена в 31 км к востоку от города Остров и в 1,5 км к востоку от волостного центра, села Воронцово.
Численность населения деревни по состоянию на 2000 год составляет 5 жителей.